# Angelo Massafra
Mons. Angelo Massafra (* 23. března 1949, San Marzano di San Giuseppe) je italský římskokatolický kněz, arcibiskup emeritní arcibiskup skadarsko-pultský a člen Řádu menších bratří.

## Život
Narodil se 23. března 1949 v San Marzano di San Giuseppe. Má albánské předky. Studoval ve Vyšším kněžském semináři františkánů v Apulii poté vstoupil do řádu františkánů. Na kněze byl vysvěcen 21. září 1974 biskupem Lecce Francescem Minervou.
V roce 1993 byla jeho cesta směřována do Albánie, kde působil ve františkánském semináři v Lezhë. V roce 1996 začal působit v Rrëshenu kde se dne 7. prosince stejného roku stal biskupem. Biskupské svěcení přijal 6. ledna 1997 z rukou papeže Jana Pavla II. a spolusvětiteli byli arcibiskup Giovanni Battista Re a arcibiskup Miroslav Stefan Marusyn.
Dne 28. března 1998 byl jmenován arcibiskupem skadarsko-pultským. V letech 2000 až 2006 byl předsedou Albánské biskupské konference a v září 2012 byl znovu zvolen.
Dne 8. ledna 2025 přijal papež František jeho rezignaci z důvodů dosazení kanonického věku 75 let.